# Miriam Bjørnsrud
Miriam Bjørnsrud, née le 9 octobre 1992 à Eidsvoll, est une coureuse cycliste norvégienne. Elle a été  championne de Norvège sur route en 2015. Elle met un terme à sa carrière à l'issue de la saison 2017.

## Palmarès
- 2010
  -  Championne de Norvège sur route juniors
  - 2e du championnat de Norvège du contre-la-montre juniors
- 2012
  - 2e du championnat de Norvège sur route
  - 2e du championnat de Norvège du critérium
- 2013
  - 2e du championnat de Norvège sur route
  - 7e du championnat d'Europe sur route espoirs
- 2014
  -  Championne de Norvège du critérium
- 2015
  -  Championne de Norvège sur route
  - 3e de Cholet-Pays de Loire Dames
- 2016
  - 2e du championnat de Norvège sur route
  - 3e du championnat de Norvège du contre-la-montre
- 2017
  - 3e du Tour de Thaïlande